# Mankayan
Mankayan ist eine philippinische Stadtgemeinde in der Provinz Benguet. Sie hat 35.953 Einwohner (Zensus 1. August 2015). In der Gemeinde liegt der 2.187 Meter hohe Mount Data, an dessen Berghängen liegen die Quellen der Flüsse Abra, Agno und Chico. Teile des Mount-Data-Nationalparks liegen auf dem Gebiet der Gemeinde.

## Baranggays
Mankayan ist politisch unterteilt in zwölf Baranggays.
- Balili
- Bedbed
- Bulalacao
- Cabiten
- Colalo
- Guinaoang
- Paco
- Palasaan
- Poblacion
- Sapid
- Tabio
- Taneg

## Söhne und Töchter
- Joseph Amangi Nacua OFMCap (1945–2022), römisch-katholischer Ordensgeistlicher, Bischof von Ilagan